# (90564) Markjarnyk
(90564) Markjarnyk est un astéroïde de la ceinture principale.

## Description
(90564) Markjarnyk est un astéroïde de la ceinture principale. Il fut découvert le 12 avril 2004 à l'observatoire de Siding Spring par l'observatoire de Siding Spring. Il présente une orbite caractérisée par un demi-grand axe de 3,14 UA, une excentricité de 0,18 et une inclinaison de 21,6° par rapport à l'écliptique.

## Compléments